# Rechberg (Bad Grönenbach)
Rechberg ist ein Ortsteil des Kneippheilbades Bad Grönenbach im Landkreis Unterallgäu in Bayern.

## Geografie

### Topographie
Die Einöde Rechberg liegt etwa zwei Kilometer westlich von Bad Grönenbach auf einer Höhe von 713 m ü. NN und besteht aus verschiedenen Einzelhäusern, die voneinander getrennt stehen. Rechberg grenzt im Süden an das Dorf Rothenstein und im Norden an die Einöde Rothmoos. Das sogenannte Rechberghaus steht direkt oberhalb des Ufers der Iller.

### Geologie
Der Untergrund von Rechberg besteht aus der ungegliederten Oberen Süsswassermolasse, die im Miozän gebildet wurde mit Böden aus Tonen, Schluff, Mergel, Sand und zum Teil aus Kies.

### Geotope
Im Verlauf der Illerschleife direkt unterhalb von Rechberg befindet sich ein Prallhang als natürlich entstandenes Geotop mit Aufschluss von Schichten der Oberen Süsswassermolasse. Sie stammen im unteren Bereich aus dem Mittelmiozän, in der Mitte aus dem Miozän und im oberen Bereich aus dem Oberpleistozän.

## Geschichte
1512 wurde Rechberg erstmals im Urbar mit einem Lehen- und einem Eigengut erwähnt. Der Name Rechberg geht auf die Herren von Rechberg zurück, die neben den Bürgern von Memmingen und Kempten dort begütert waren.